# 楽浪高氏
楽浪高氏（らくろうこうし、ナンナンゴし、朝鮮語: 낙랑고씨）は、前漢の武帝が紀元前108年に朝鮮半島に設置した植民地である漢四郡で勢力を張った漢人豪族。

## 概要
百済人の姓氏は、紀元前2世紀以来の濊（紀元前128年に漢に投降した濊の君・南閭は、中国姓・中国式姓名であるため、濊人は、紀元前2世紀から中国姓・中国式姓名を使用していたことが確認できる）、8世紀以降の統一新羅のような中国式姓名への改称はなく固有語名を使用した。加藤謙吉は、百済蓋鹵王から東城王時代の官吏である「長史」高達（高達は中国人名である）は、314年頃の高句麗の攻撃による楽浪郡・帯方郡崩壊後に百済に帰化した楽浪高氏の子孫の可能性があると指摘している。